# Lawai
Lawai – jednostka osadnicza w Stanach Zjednoczonych, w hrabstwie Kauaʻi.